# Gimme Back My Bullets
Gimme Back My Bullets é o quarto album da banda americana Lynyrd Skynyrd. Lançado em 1976, o Album apresentou uma significante mudança no som da banda, deixando uma levada mais para o Blues Rock e para o Country. Em 2006 foi relançado em uma edição deluxe com faixas bonus ao vivo e versões acusticas, mais um dvd com um concerto da banda no programa Old Grey Whistle Test para a BBC, em 1975.

## Faixas
| Lado A         |                            |                                                 |         |  |
| N.º            | Título                     | Compositor(es)                                  | Duração |  |
| 1.             | "Gimme Back My Bullets"    | Gary Rossington, Ronnie Van Zant                | 3:28    |  |
| 2.             | "Every Mother's Son"       | Allen Collins, Ronnie Van Zant                  | 4:56    |  |
| 3.             | "Trust"                    | Allen Collins, Gary Rossington, Ronnie Van Zant | 4:25    |  |
| 4.             | "I Got the Same Old Blues" | J.J Cale                                        | 4:08    |  |
| Duração total: | Duração total:             | Duração total:                                  | 16:17   |  |

| Lado B         |                                  |                                                 |         |  |
| N.º            | Título                           | Compositor(es)                                  | Duração |  |
| 5.             | "Double Trouble"                 | Allen Collins, Zant                             | 2:49    |  |
| 6.             | "Roll Gypsy Roll"                | Allen Collins, Gary Rossington, Ronnie Van Zant | 2:51    |  |
| 7.             | "Searching"                      | Collins, Zant                                   | 3:17    |  |
| 8.             | "Cry for the Bad Man"            | Allen Collins, Gary Rossington, Ronnie Van Zant | 4:48    |  |
| 9.             | "All I Can Do Is Write About It" | Collins, Zant                                   | 4:19    |  |
| Duração total: | Duração total:                   | Duração total:                                  | 17:16   |  |

## Integrantes
- Ronnie Van Zant - Vocais
- Gary Rossington - Guitarra Solo em "gimme back my bullets", "every mother's son", "roll gypsy roll" e "cry for the bad man" Slide Guitar em "i got the same old blues" Violão em "all i can do is write about it"
- Allen Collins - Guitarra Solo em "every mother's son", "trust" e "searching" Violão em "all i can do is write about it"
- Billy Powell - Teclado/Piano
- Leon Wilkeson - Baixo
- Artimus Pyle - Bateria